# Magnolia omeiensis
Magnolia omeiensis là một loài thực vật có hoa trong họ Magnoliaceae. Loài này được (W.C.Cheng) Dandy mô tả khoa học đầu tiên năm 1974.